# Locked Out of Heaven
Locked Out of Heaven is een nummer van de Amerikaanse zanger Bruno Mars. Het is geschreven en geproduceerd door Mark Ronson (die meeschreef aan de muziek van onder andere Amy Winehouse), Jeff Bhasker (die meeschreef aan muziek van Kanye West), Emile Haynie (die muziek schreef met Eminem) en schrijvers- en productiecollectief The Smeezingtons, waar Mars onderdeel van is.

## Release, muziek en ontvangst
De single is op 2 oktober 2012 uitgebracht als de leadsingle van Mars' tweede studioalbum Unorthodox Jukebox, dat op 11 december 2012 uitkomt. Locked Out of Heaven werd door Mars op 1 oktober in een chatsessie met fans voor het eerst afgespeeld en de dag erna was het nummer beschikbaar op download. Mars wilde met dit tweede album zijn muziek maken op zijn manier en in zijn eigen tempo, zonder de druk van de platenmaatschappij. Hiermee verwijst hij naar het versnelde schema voor zijn eerste album gezien zijn kort daarvoor bereikte successen als gastartiest op Nothin' on You met B.o.B en op Billionaire met Travie McCoy. De kritische ontvangst is over het algemeen positief, met muzikale referenties naar The Police en Foster the People, maar ook naar de nummers van zijn eerste albums zoals Marry You en Just the Way You Are. De single prijkt aan top van de geldige hitlijst in Suriname, De Magic 10, gepresenteerd op Radio 10 Magic Fm.

## Hitnoteringen
| Hitlijst               | Datum van binnenkomst | Hoogste positie | Aantal weken | Laatste notering |
| ---------------------- | --------------------- | --------------- | ------------ | ---------------- |
| Single Top 100         | 06-10-2012            | 10              | 42           | 16-11-2013       |
| Nederlandse Top 40     | 27-10-2012            | 5               | 22           | 30-03-2013       |
| Vlaamse Ultratop 50    | 27-10-2012            | 4               | 31           | 01-06-2013       |
| Vlaamse Radio 2 Top 30 | 03-11-2012            | 1               | 24           | 13-04-2013       |
| Waalse Ultratop 50     | 27-10-2012            | 3               | 59           | 18-01-2014       |
| Australische Top 50    | 20-10-2012            | 4               | 30           | 12-05-2013       |
| Deense Top 40          | 20-10-2012            | 2               | 22           | 22-03-2013       |
| Duitse Top 100         | 20-10-2012            | 7               | 21           | 23-03-2013       |
| Franse Top 200         | 06-10-2012            | 3               | 67           | *                |
| Noorse Top 20          | 01-12-2012            | 7               | 18           | 30-03-2013       |
| Oostenrijkse Top 75    | 19-10-2012            | 5               | 25           | 19-04-2013       |
| Spaanse Top 50         | 06-10-2012            | 3               | 46           | 17-11-2013       |
| UK Singles Chart       | 24-11-2012            | 2               | 35           | 20-07-2013       |
| Billboard Hot 100      | 20-10-2012            | 1               | 36           | 22-06-2013       |
| Zweedse Top 60         | 07-12-2012            | 6               | 28           | 14-06-2013       |
| Zwitserse Top 75       | 03-11-2012            | 8               | 30           | 09-06-2013       |

### Nederlandse Top 40
| Hitnotering: 27-10-2012 t/m 30-03-2013 | Hitnotering: 27-10-2012 t/m 30-03-2013 | Hitnotering: 27-10-2012 t/m 30-03-2013 | Hitnotering: 27-10-2012 t/m 30-03-2013 | Hitnotering: 27-10-2012 t/m 30-03-2013 | Hitnotering: 27-10-2012 t/m 30-03-2013 | Hitnotering: 27-10-2012 t/m 30-03-2013 | Hitnotering: 27-10-2012 t/m 30-03-2013 | Hitnotering: 27-10-2012 t/m 30-03-2013 | Hitnotering: 27-10-2012 t/m 30-03-2013 | Hitnotering: 27-10-2012 t/m 30-03-2013 | Hitnotering: 27-10-2012 t/m 30-03-2013 | Hitnotering: 27-10-2012 t/m 30-03-2013 | Hitnotering: 27-10-2012 t/m 30-03-2013 | Hitnotering: 27-10-2012 t/m 30-03-2013 | Hitnotering: 27-10-2012 t/m 30-03-2013 | Hitnotering: 27-10-2012 t/m 30-03-2013 | Hitnotering: 27-10-2012 t/m 30-03-2013 | Hitnotering: 27-10-2012 t/m 30-03-2013 | Hitnotering: 27-10-2012 t/m 30-03-2013 | Hitnotering: 27-10-2012 t/m 30-03-2013 | Hitnotering: 27-10-2012 t/m 30-03-2013 | Hitnotering: 27-10-2012 t/m 30-03-2013 | Hitnotering: 27-10-2012 t/m 30-03-2013 |
| Week:                                  | 1                                      | 2                                      | 3                                      | 4                                      | 5                                      | 6                                      | 7                                      | 8                                      | 9                                      | 10                                     | 11                                     | 12                                     | 13                                     | 14                                     | 15                                     | 16                                     | 17                                     | 18                                     | 19                                     | 20                                     | 21                                     | 22                                     |                                        |
| -------------------------------------- | -------------------------------------- | -------------------------------------- | -------------------------------------- | -------------------------------------- | -------------------------------------- | -------------------------------------- | -------------------------------------- | -------------------------------------- | -------------------------------------- | -------------------------------------- | -------------------------------------- | -------------------------------------- | -------------------------------------- | -------------------------------------- | -------------------------------------- | -------------------------------------- | -------------------------------------- | -------------------------------------- | -------------------------------------- | -------------------------------------- | -------------------------------------- | -------------------------------------- | -------------------------------------- |
| Positie:                               | 22                                     | 15                                     | 12                                     | 11                                     | 8                                      | 10                                     | 13                                     | 12                                     | 11                                     | 7                                      | 5                                      | 6                                      | 7                                      | 11                                     | 13                                     | 15                                     | 16                                     | 22                                     | 22                                     | 25                                     | 35                                     | 39                                     | uit                                    |

### NederlandseSingle Top 100
| Hitnotering: (week 1 t/m 38) 06-10-2012 t/m 22-06-2013 Hitnotering: (week 39 t/m 41) 06-07-2013 t/m 20-07-2013 Hitnotering: (week 42) 16-11-2013 | Hitnotering: (week 1 t/m 38) 06-10-2012 t/m 22-06-2013 Hitnotering: (week 39 t/m 41) 06-07-2013 t/m 20-07-2013 Hitnotering: (week 42) 16-11-2013 | Hitnotering: (week 1 t/m 38) 06-10-2012 t/m 22-06-2013 Hitnotering: (week 39 t/m 41) 06-07-2013 t/m 20-07-2013 Hitnotering: (week 42) 16-11-2013 | Hitnotering: (week 1 t/m 38) 06-10-2012 t/m 22-06-2013 Hitnotering: (week 39 t/m 41) 06-07-2013 t/m 20-07-2013 Hitnotering: (week 42) 16-11-2013 | Hitnotering: (week 1 t/m 38) 06-10-2012 t/m 22-06-2013 Hitnotering: (week 39 t/m 41) 06-07-2013 t/m 20-07-2013 Hitnotering: (week 42) 16-11-2013 | Hitnotering: (week 1 t/m 38) 06-10-2012 t/m 22-06-2013 Hitnotering: (week 39 t/m 41) 06-07-2013 t/m 20-07-2013 Hitnotering: (week 42) 16-11-2013 | Hitnotering: (week 1 t/m 38) 06-10-2012 t/m 22-06-2013 Hitnotering: (week 39 t/m 41) 06-07-2013 t/m 20-07-2013 Hitnotering: (week 42) 16-11-2013 | Hitnotering: (week 1 t/m 38) 06-10-2012 t/m 22-06-2013 Hitnotering: (week 39 t/m 41) 06-07-2013 t/m 20-07-2013 Hitnotering: (week 42) 16-11-2013 | Hitnotering: (week 1 t/m 38) 06-10-2012 t/m 22-06-2013 Hitnotering: (week 39 t/m 41) 06-07-2013 t/m 20-07-2013 Hitnotering: (week 42) 16-11-2013 | Hitnotering: (week 1 t/m 38) 06-10-2012 t/m 22-06-2013 Hitnotering: (week 39 t/m 41) 06-07-2013 t/m 20-07-2013 Hitnotering: (week 42) 16-11-2013 | Hitnotering: (week 1 t/m 38) 06-10-2012 t/m 22-06-2013 Hitnotering: (week 39 t/m 41) 06-07-2013 t/m 20-07-2013 Hitnotering: (week 42) 16-11-2013 | Hitnotering: (week 1 t/m 38) 06-10-2012 t/m 22-06-2013 Hitnotering: (week 39 t/m 41) 06-07-2013 t/m 20-07-2013 Hitnotering: (week 42) 16-11-2013 | Hitnotering: (week 1 t/m 38) 06-10-2012 t/m 22-06-2013 Hitnotering: (week 39 t/m 41) 06-07-2013 t/m 20-07-2013 Hitnotering: (week 42) 16-11-2013 | Hitnotering: (week 1 t/m 38) 06-10-2012 t/m 22-06-2013 Hitnotering: (week 39 t/m 41) 06-07-2013 t/m 20-07-2013 Hitnotering: (week 42) 16-11-2013 | Hitnotering: (week 1 t/m 38) 06-10-2012 t/m 22-06-2013 Hitnotering: (week 39 t/m 41) 06-07-2013 t/m 20-07-2013 Hitnotering: (week 42) 16-11-2013 | Hitnotering: (week 1 t/m 38) 06-10-2012 t/m 22-06-2013 Hitnotering: (week 39 t/m 41) 06-07-2013 t/m 20-07-2013 Hitnotering: (week 42) 16-11-2013 |
| Week: | 1 | 2 | 3 | 4 | 5 | 6 | 7 | 8 | 9 | 10 | 11 | 12 | 13 | 14 | 15 |
| --- | --- | --- | --- | --- | --- | --- | --- | --- | --- | --- | --- | --- | --- | --- | --- |
| Positie: | 89 | 73 | 28 | 16 | 16 | 15 | 14 | 17 | 25 | 24 | 14 | 15 | 13 | 10 | 10 |
| Week: | 16 | 17 | 18 | 19 | 20 | 21 | 22 | 23 | 24 | 25 | 26 | 27 | 28 | 29 | 30 |
| Positie: | 13 | 14 | 16 | 23 | 44 | 28 | 20 | 26 | 37 | 40 | 44 | 43 | 50 | 57 | 62 |
| Week: | 31 | 32 | 33 | 34 | 35 | 36 | 37 | 38 | | 39 | 40 | 41 | | 42 | |
| Positie: | 56 | 59 | 63 | 74 | 81 | 83 | 83 | 88 | uit | 84 | 87 | 88 | uit | 93 | uit |

### VlaamseUltratop 50
| Hitnotering: (week 1 t/m 30) 27-10-2012 t/m 18-05-2013 Hitnotering: (week 31) 01-06-2013 | Hitnotering: (week 1 t/m 30) 27-10-2012 t/m 18-05-2013 Hitnotering: (week 31) 01-06-2013 | Hitnotering: (week 1 t/m 30) 27-10-2012 t/m 18-05-2013 Hitnotering: (week 31) 01-06-2013 | Hitnotering: (week 1 t/m 30) 27-10-2012 t/m 18-05-2013 Hitnotering: (week 31) 01-06-2013 | Hitnotering: (week 1 t/m 30) 27-10-2012 t/m 18-05-2013 Hitnotering: (week 31) 01-06-2013 | Hitnotering: (week 1 t/m 30) 27-10-2012 t/m 18-05-2013 Hitnotering: (week 31) 01-06-2013 | Hitnotering: (week 1 t/m 30) 27-10-2012 t/m 18-05-2013 Hitnotering: (week 31) 01-06-2013 | Hitnotering: (week 1 t/m 30) 27-10-2012 t/m 18-05-2013 Hitnotering: (week 31) 01-06-2013 | Hitnotering: (week 1 t/m 30) 27-10-2012 t/m 18-05-2013 Hitnotering: (week 31) 01-06-2013 | Hitnotering: (week 1 t/m 30) 27-10-2012 t/m 18-05-2013 Hitnotering: (week 31) 01-06-2013 | Hitnotering: (week 1 t/m 30) 27-10-2012 t/m 18-05-2013 Hitnotering: (week 31) 01-06-2013 | Hitnotering: (week 1 t/m 30) 27-10-2012 t/m 18-05-2013 Hitnotering: (week 31) 01-06-2013 | Hitnotering: (week 1 t/m 30) 27-10-2012 t/m 18-05-2013 Hitnotering: (week 31) 01-06-2013 | Hitnotering: (week 1 t/m 30) 27-10-2012 t/m 18-05-2013 Hitnotering: (week 31) 01-06-2013 | Hitnotering: (week 1 t/m 30) 27-10-2012 t/m 18-05-2013 Hitnotering: (week 31) 01-06-2013 | Hitnotering: (week 1 t/m 30) 27-10-2012 t/m 18-05-2013 Hitnotering: (week 31) 01-06-2013 | Hitnotering: (week 1 t/m 30) 27-10-2012 t/m 18-05-2013 Hitnotering: (week 31) 01-06-2013 | Hitnotering: (week 1 t/m 30) 27-10-2012 t/m 18-05-2013 Hitnotering: (week 31) 01-06-2013 |
| Week:                                                                                    | 1                                                                                        | 2                                                                                        | 3                                                                                        | 4                                                                                        | 5                                                                                        | 6                                                                                        | 7                                                                                        | 8                                                                                        | 9                                                                                        | 10                                                                                       | 11                                                                                       | 12                                                                                       | 13                                                                                       | 14                                                                                       | 15                                                                                       | 16                                                                                       | 17                                                                                       |
| ---------------------------------------------------------------------------------------- | ---------------------------------------------------------------------------------------- | ---------------------------------------------------------------------------------------- | ---------------------------------------------------------------------------------------- | ---------------------------------------------------------------------------------------- | ---------------------------------------------------------------------------------------- | ---------------------------------------------------------------------------------------- | ---------------------------------------------------------------------------------------- | ---------------------------------------------------------------------------------------- | ---------------------------------------------------------------------------------------- | ---------------------------------------------------------------------------------------- | ---------------------------------------------------------------------------------------- | ---------------------------------------------------------------------------------------- | ---------------------------------------------------------------------------------------- | ---------------------------------------------------------------------------------------- | ---------------------------------------------------------------------------------------- | ---------------------------------------------------------------------------------------- | ---------------------------------------------------------------------------------------- |
| Positie:                                                                                 | 39                                                                                       | 15                                                                                       | 11                                                                                       | 7                                                                                        | 8                                                                                        | 9                                                                                        | 10                                                                                       | 9                                                                                        | 6                                                                                        | 8                                                                                        | 7                                                                                        | 7                                                                                        | 4                                                                                        | 4                                                                                        | 6                                                                                        | 10                                                                                       | 13                                                                                       |
| Week:                                                                                    | 18                                                                                       | 19                                                                                       | 20                                                                                       | 21                                                                                       | 22                                                                                       | 23                                                                                       | 24                                                                                       | 25                                                                                       | 26                                                                                       | 27                                                                                       | 28                                                                                       | 29                                                                                       | 30                                                                                       |                                                                                          | 31                                                                                       |                                                                                          |                                                                                          |
| Positie:                                                                                 | 16                                                                                       | 14                                                                                       | 17                                                                                       | 17                                                                                       | 22                                                                                       | 23                                                                                       | 17                                                                                       | 25                                                                                       | 23                                                                                       | 37                                                                                       | 42                                                                                       | 47                                                                                       | 43                                                                                       | uit                                                                                      | 50                                                                                       | uit                                                                                      |                                                                                          |

### VlaamseRadio 2 Top 30
| Hitnotering: 03-11-2012 t/m 13-04-2013 | Hitnotering: 03-11-2012 t/m 13-04-2013 | Hitnotering: 03-11-2012 t/m 13-04-2013 | Hitnotering: 03-11-2012 t/m 13-04-2013 | Hitnotering: 03-11-2012 t/m 13-04-2013 | Hitnotering: 03-11-2012 t/m 13-04-2013 | Hitnotering: 03-11-2012 t/m 13-04-2013 | Hitnotering: 03-11-2012 t/m 13-04-2013 | Hitnotering: 03-11-2012 t/m 13-04-2013 | Hitnotering: 03-11-2012 t/m 13-04-2013 | Hitnotering: 03-11-2012 t/m 13-04-2013 | Hitnotering: 03-11-2012 t/m 13-04-2013 | Hitnotering: 03-11-2012 t/m 13-04-2013 | Hitnotering: 03-11-2012 t/m 13-04-2013 | Hitnotering: 03-11-2012 t/m 13-04-2013 | Hitnotering: 03-11-2012 t/m 13-04-2013 | Hitnotering: 03-11-2012 t/m 13-04-2013 | Hitnotering: 03-11-2012 t/m 13-04-2013 | Hitnotering: 03-11-2012 t/m 13-04-2013 | Hitnotering: 03-11-2012 t/m 13-04-2013 | Hitnotering: 03-11-2012 t/m 13-04-2013 | Hitnotering: 03-11-2012 t/m 13-04-2013 | Hitnotering: 03-11-2012 t/m 13-04-2013 | Hitnotering: 03-11-2012 t/m 13-04-2013 | Hitnotering: 03-11-2012 t/m 13-04-2013 | Hitnotering: 03-11-2012 t/m 13-04-2013 |
| Week:                                  | 1                                      | 2                                      | 3                                      | 4                                      | 5                                      | 6                                      | 7                                      | 8                                      | 9                                      | 10                                     | 11                                     | 12                                     | 13                                     | 14                                     | 15                                     | 16                                     | 17                                     | 18                                     | 19                                     | 20                                     | 21                                     | 22                                     | 23                                     | 24                                     |                                        |
| -------------------------------------- | -------------------------------------- | -------------------------------------- | -------------------------------------- | -------------------------------------- | -------------------------------------- | -------------------------------------- | -------------------------------------- | -------------------------------------- | -------------------------------------- | -------------------------------------- | -------------------------------------- | -------------------------------------- | -------------------------------------- | -------------------------------------- | -------------------------------------- | -------------------------------------- | -------------------------------------- | -------------------------------------- | -------------------------------------- | -------------------------------------- | -------------------------------------- | -------------------------------------- | -------------------------------------- | -------------------------------------- | -------------------------------------- |
| Positie:                               | 27                                     | 24                                     | 17                                     | 13                                     | 9                                      | 7                                      | 5                                      | 3                                      | 3                                      | 4                                      | 4                                      | 2                                      | 1                                      | 1                                      | 1                                      | 1                                      | 2                                      | 5                                      | 13                                     | 15                                     | 20                                     | 25                                     | 27                                     | 30                                     | uit                                    |

### NPO Radio 2 Top 2000
| Nummer met noteringen in de NPO Radio 2 Top 2000 | '13  | '14 | '15  | '16  | '17  | '18  | '19-'20 | '21  | '22  | '23  | '24  |
| ------------------------------------------------ | ---- | --- | ---- | ---- | ---- | ---- | ------- | ---- | ---- | ---- | ---- |
| Locked Out of Heaven                             | 1283 | 876 | 1617 | 1673 | 1899 | 1578 | -       | 1807 | 1728 | 1458 | 1249 |

1. ↑  Een '-' betekent dat het nummer niet was genoteerd en een vetgedrukt getal geeft de hoogste notering aan.
2. ↑  2013 was het eerste jaar met een notering voor dit nummer.